# Die Schlagerpiloten
Die Schlagerpiloten sind eine deutschsprachige Musikgruppe auf dem Gebiet des deutschen Schlagers.

## Geschichte
Anfang 2018 gründete der bereits etablierte Musik-Produzent Stefan Peters zusammen mit Komponist und Produzent Frank Cordes sowie dem professionellen Tänzer Kevin Marx die Gruppe Die Schlagerpiloten. Alle Mitglieder besaßen bereits vor ihrem Zusammenschluss Erfahrung in der deutschen Musikbranche. Ihren ersten Auftritt als Musikgruppe absolvierten sie am 7. Juli 2018 bei der Schlagernacht in Weiß in Bayern. Ihre erste Singleauskopplung Lass mich der Captain deines Herzens sein erschien am 4. Januar 2019. Die Veröffentlichung ihres Debütalbums Lass uns fliegen war zunächst für März 2019 angesetzt, wurde jedoch auf den 19. April 2019 verschoben. Das Album erreichte auf Anhieb Platz drei der deutschen Albumcharts. Mit der Wiederveröffentlichung der erweiterten Fassung Lass uns fliegen – Das Beste erreichte das Album die Spitzenposition der deutschen Schlagercharts. Die Gruppe steht seit Februar 2019 bei Telamo unter Vertrag.
Mit dem im April 2020 erschienenen Album Santo Domingo konnten die Schlagerpiloten auf Platz zwei der offiziellen Albumcharts landen. Ihr nächstes Album Blue Hawaii erschien am 30. Juli 2021. Ende September 2022 verkündete Frank Cordes, dass er mit sofortiger Wirkung das Trio verlässt.

## Diskografie
Studioalben

| Jahr | Titel Musiklabel                   | Höchstplatzierung, Gesamtwochen, AuszeichnungChartplatzierungen (Jahr, Titel, Musiklabel, Platzierungen, Wochen, Auszeichnungen, Anmerkungen) | Höchstplatzierung, Gesamtwochen, AuszeichnungChartplatzierungen (Jahr, Titel, Musiklabel, Platzierungen, Wochen, Auszeichnungen, Anmerkungen) | Höchstplatzierung, Gesamtwochen, AuszeichnungChartplatzierungen (Jahr, Titel, Musiklabel, Platzierungen, Wochen, Auszeichnungen, Anmerkungen) | Anmerkungen                          |
| Jahr | Titel Musiklabel                   | DE | AT | CH | Anmerkungen                          |
| ---- | ---------------------------------- | --- | --- | --- | ------------------------------------ |
| 2019 | Lass uns fliegen Telamo (WMG)      | DE3 (16 Wo.)DE | AT11 (2 Wo.)AT | CH14 (3 Wo.)CH | Erstveröffentlichung: 19. April 2019 |
| 2020 | Santo Domingo Telamo (WMG)         | DE2 (25 Wo.)DE | AT3 (5 Wo.)AT | CH6 (9 Wo.)CH | Erstveröffentlichung: 17. April 2020 |
| 2021 | Blue Hawaii Telamo (WMG)           | DE2 (8 Wo.)DE | AT8 (4 Wo.)AT | CH3 (5 Wo.)CH | Erstveröffentlichung: 30. Juli 2021  |
| 2022 | Sommer-Sonnen-Feeling Telamo (WMG) | DE3 (7 Wo.)DE | AT8 (2 Wo.)AT | CH14 (5 Wo.)CH | Erstveröffentlichung: 24. Juni 2022  |
| 2023 | Rio Telamo (WMG)                   | DE1 (4 Wo.)DE | AT4 (1 Wo.)AT | CH6 (2 Wo.)CH | Erstveröffentlichung: 4. August 2023 |
| 2024 | Bonita Telamo (WMG)                | DE3 (1 Wo.)DE | AT11 (1 Wo.)AT | CH9 (1 Wo.)CH | Erstveröffentlichung: 2. August 2024 |

## Auszeichnungen
Smago! Award
- Deutschland
  - 2021: für „Erfolgreichste Schlager-Crew Europas“[10]
- Österreich und  Südtirol
  - 2019: für „Start-Up-Award für die Karriere in Österreich & Südtirol“[11]